# Венский университет экономики и бизнеса
Венский университет экономики и бизнеса (нем.: Wirtschaftsuniversität Wien или WU, англ.: Vienna University of Economics and Business) — европейский университет, находящийся в Австрии, занимающийся подготовкой специалистов в экономике, бизнесе, финансах и менеджменте. Входит в 1% лучших бизнес-школ мира, имеющих тройную аккредитацию: EQUIS, AMBA и AACSB. Является университетом-участником альянса CEMS (Global Alliance in Management Education). А также входит в топ-30 лучших европейских бизнес-школ по версии Financial Times. Здесь учился известный экономист Гюнтер Фридрих Фелингер. 
В университете работают более 90 профессоров и более 400 научных работников. Из почти 24 000 студентов 23% составляют иностранные учащиеся.

## Рейтинги
| Номинация                                   | Программа                                   | Место |
| ------------------------------------------- | ------------------------------------------- | ----- |
| Master in Management                        | Master in International Management          | 11    |
| Executive Master in Business Administration | Executive Master in Business Administration | 32    |
| European Business Schools                   | все программы                               | 34    |

| Номинация               | Программа                                              | Место |
| ----------------------- | ------------------------------------------------------ | ----- |
| Supply Chain Management | Master in Supply Chain Management                      | 2     |
| Management              | Master in Strategy, Innovation, and Management Control | 11    |
| Marketing               | Master in Marketing                                    | 10    |
| Finance                 | Master in Quantitative Finance                         | 16    |

| Номинация                   | Место |
| --------------------------- | ----- |
| Business & Management       | 42    |
| Accounting & Finance        | 91    |
| Economics & Econometrics    | 108   |
| Social Science & Management | 110   |

## История
Венский университет экономики и бизнеса был основан 1 октября 1898 года, поначалу именовался Экспортной академией. В 1930 году были введены научные степени «дипломированный специалист по экономике и организации торговли» и «доктор коммерческих наук». С 1966 года в университете можно было получить ещё и степени «магистр» и «доктор социальных и экономических наук».
Численность студентов росла с каждым годом, и уже в 1990-х годах превышала 20 000.
Ректором с 1 октября 2015 года университета является Edeltraud Hanappi-Egger. Ранее эту должность занимал профессор доктор Кристоф Бадельт (Christoph Badelt).

## Новый корпус
В 2007 году было определено место для нового кампуса университета. В 2009 годах во 2 районе Вены началось строительство по проекту, в создании которого принимали участие архитекторы из Вены, Лондона, Барселоны, Мадрида, Гамбурга и Сендая. Среди них архитектор Заха Хадид.
Завершить строительство планируется к 2013 году.

Центром нового кампуса будут библиотека и учебный центр.

## Исследования
Научные работники Экономического университета работают над следующими темами:
- Бизнес-администрирование
- Экономика
- Право
- Лингвистика, фокусирующаяся на бизнес-коммуникации
- Социология
- Математика и статистика
- Экономическая история и география

## Программа обучения
Университет предлагает обширную программу обучения, основной фокус которой является сфера экономики. Университет дает возможность получения целого ряда экономических специальностей, востребованных на международных рынках труда. В 2007 году Венский экономический университет был первым аккредитован по системе EQUIS (системе аккредитаций высших учебных заведений).
Университетский кампус состоит из четырёх корпусов, расположенный недалеко от центра города. Все корпуса и аудитории оборудованы по последнему слову техники. Здесь проходят научные конференции и симпозиумы. Библиотека университета считается самой крупной библиотекой в сфере экономики в Австрии.
23 % всех студентов — это международные студенты, более чем 1000 студентов по обмену приезжает каждый год и это неудивительно: университет активно сотрудничает с более чем 200 университетами по всему миру, такими как — Мичиганский университет, Университет Эмори, Университет Боккони в Милане, Копенгагенская высшая школа экономики (Copenhagen Business School) и HEC в Париже, а также с множеством лучших университетов и школ экономики в Европе, на Ближнем и Дальнем Востоке, а также Северной Америки.
Венский университет экономики и бизнеса предлагает:
- 3 программы обучения на степень Бакалавра:
  1. Business and Economics (англ.)
  2. Business Law (нем.)
  3. Wirtschafts- und Sozialwissenschaften (нем.)
- 15 программ обучения на степень Мастера:
  1. Digital Economy (англ.)
  2. Economics (англ.)
  3. International Management / CEMS (англ.)
  4. Marketing (англ.)
  5. Quantitative Finance (англ.)
  6. Socio-Ecological Economics and Policy (англ.)
  7. Strategy, Innovation and Management Control (англ.)
  8. Supply Chain Management (англ.)
  9. Export- und Internationalisierungsmanagement (нем.)
  10. Finanzwirtschaft und Rechnungswesen (нем.)
  11. Management (нем.)
  12. Sozioökonomie (нем.)
  13. Steuern und Rechnungslegung (нем.)
  14. Wirtschaftsrecht (нем.)
  15. Wirtschaftspädagogik (нем.)
- 3 программы обучения на степень Доктора:
  1. Finance (англ.)
  2. International Business Taxation (англ.)
  3. Economics and Social Sciences (англ.)
- 2 программы обучение в Докторантуре:
  1. Social and Economic Sciences (англ.)
  2. Business Law (англ.)